# Noorderhaven (Harlingen)
De Noorderhaven in de stad Harlingen is een haven en een straat in het havengebied van Harlingen.
In 1543 en 1565 breidde men de stad uit in noordelijke richting, zodat de Noorderhaven een binnenhaven werd. Aan de westzijde ligt de Prins Hendrikbrug, in het midden de Raadhuisbrug en aan de oostzijde de Grote Sluis en de Rommelhaven. Watersportcentrum De Leeuwenbrug B.V. is de eigenaar van de jachthaven. Bij Noorderhaven 18 en 32 bevinden zich stroffelstiennen.

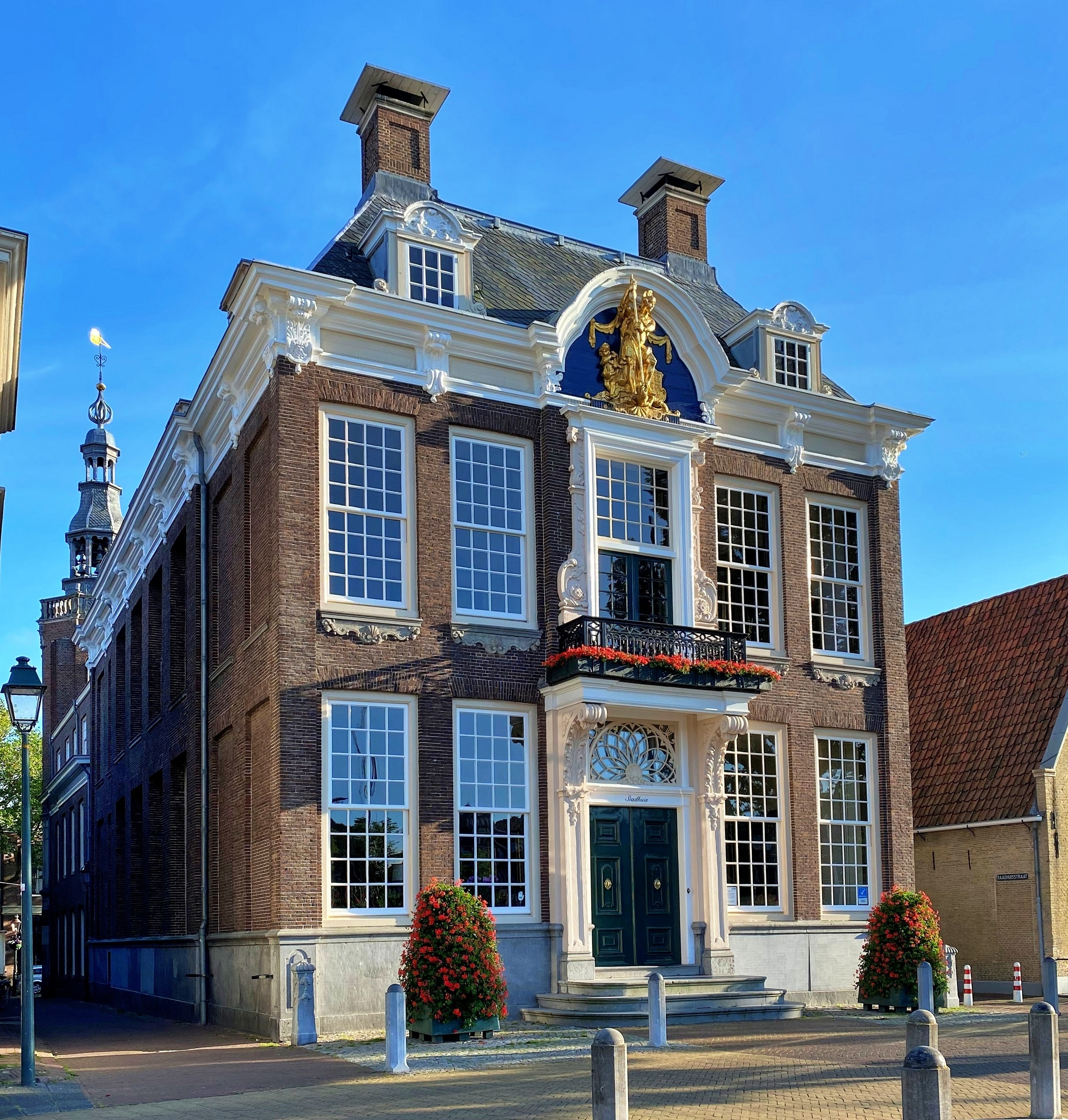
Stadhuis (raadhuis, bouwjaar 1730)
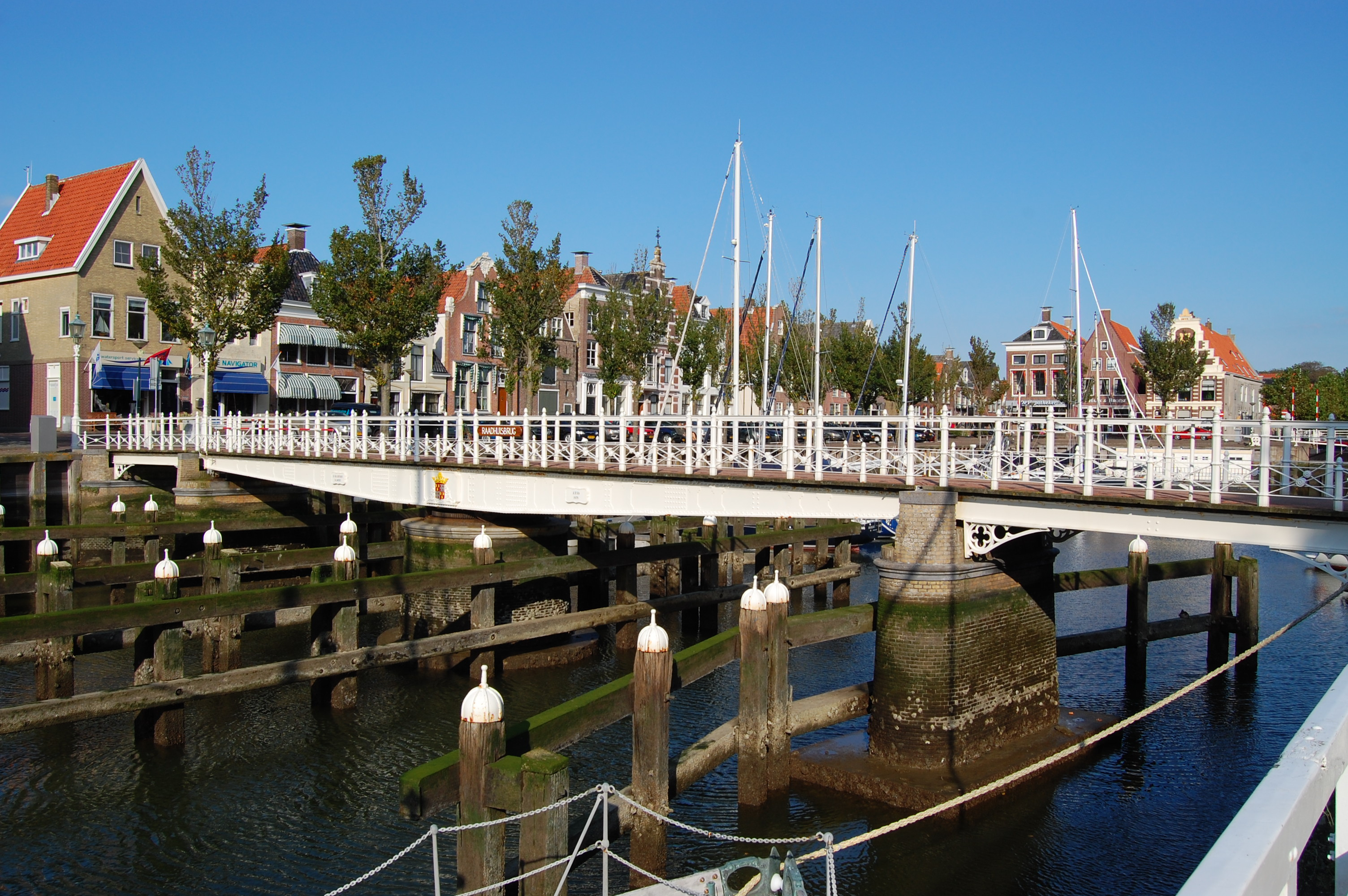
De Raadhuisbrug, bouwjaar 1878

## Cultureel erfgoed
Aan de Noorderhaven staan 76 rijksmonumenten en drie gemeentelijke monumenten.

### Pakhuizen
Voormalige pakhuizen aan de Noorderhaven.

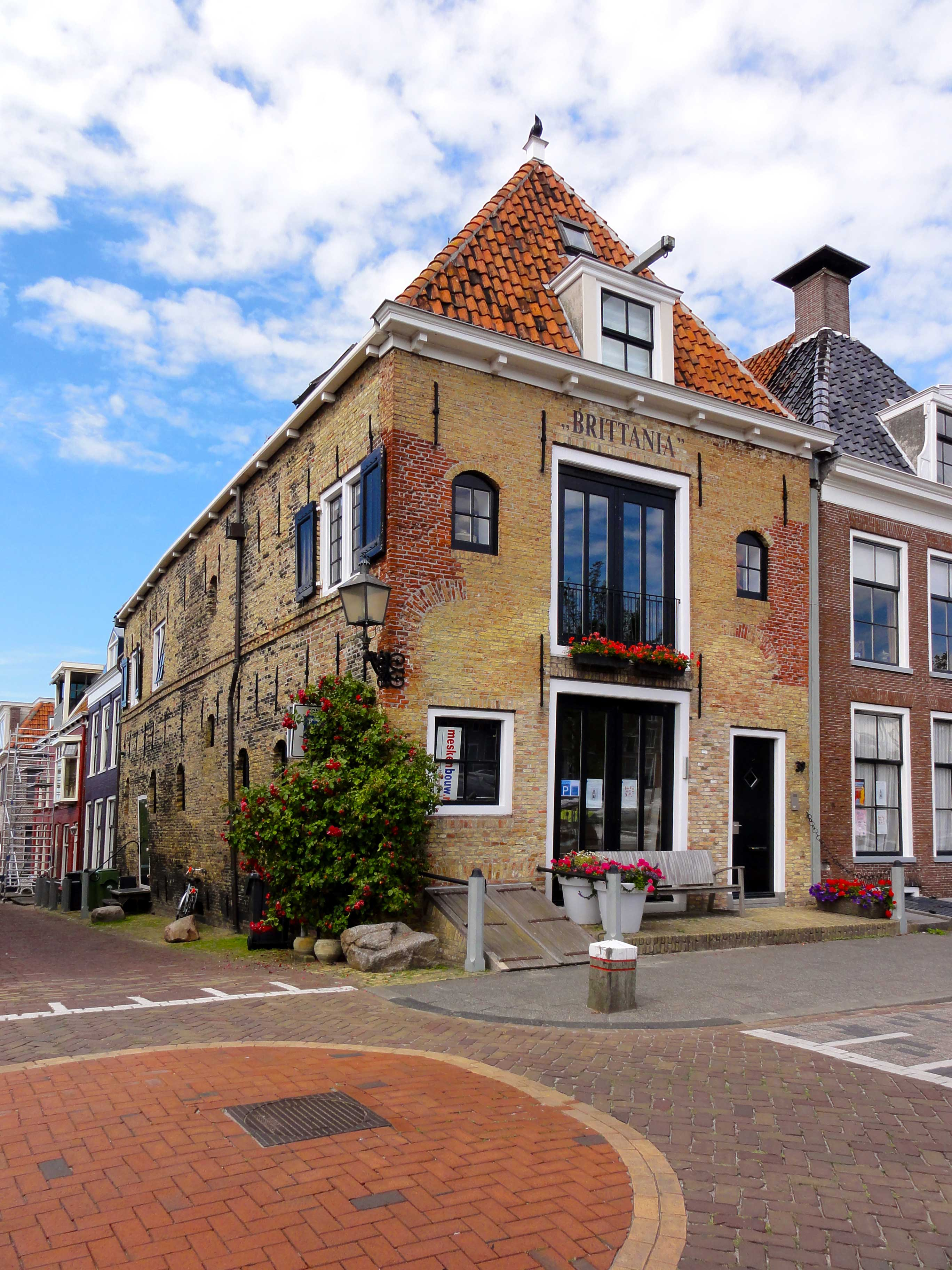
Brittania (Noorderhaven 39)
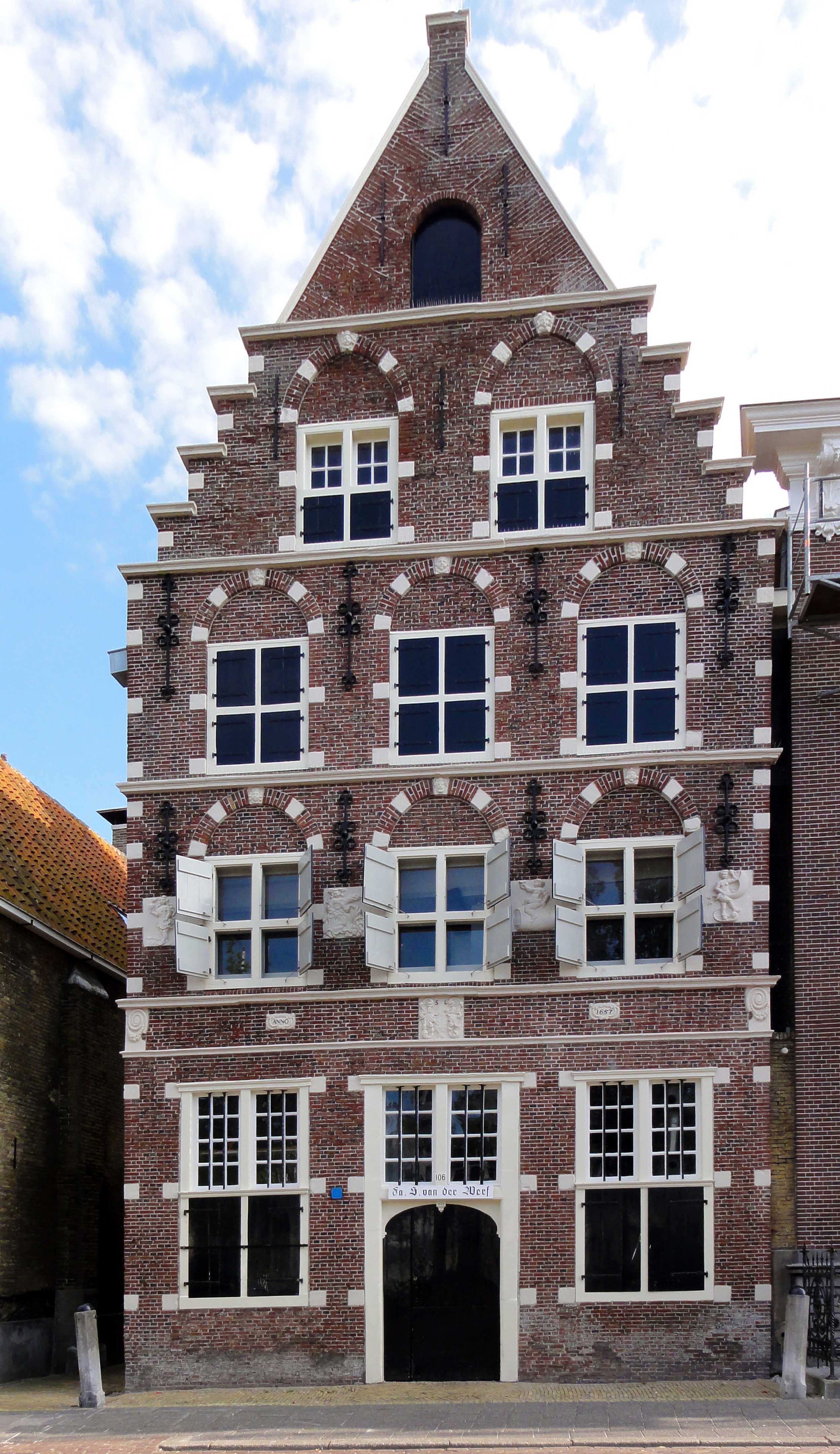
Noorderhaven 106
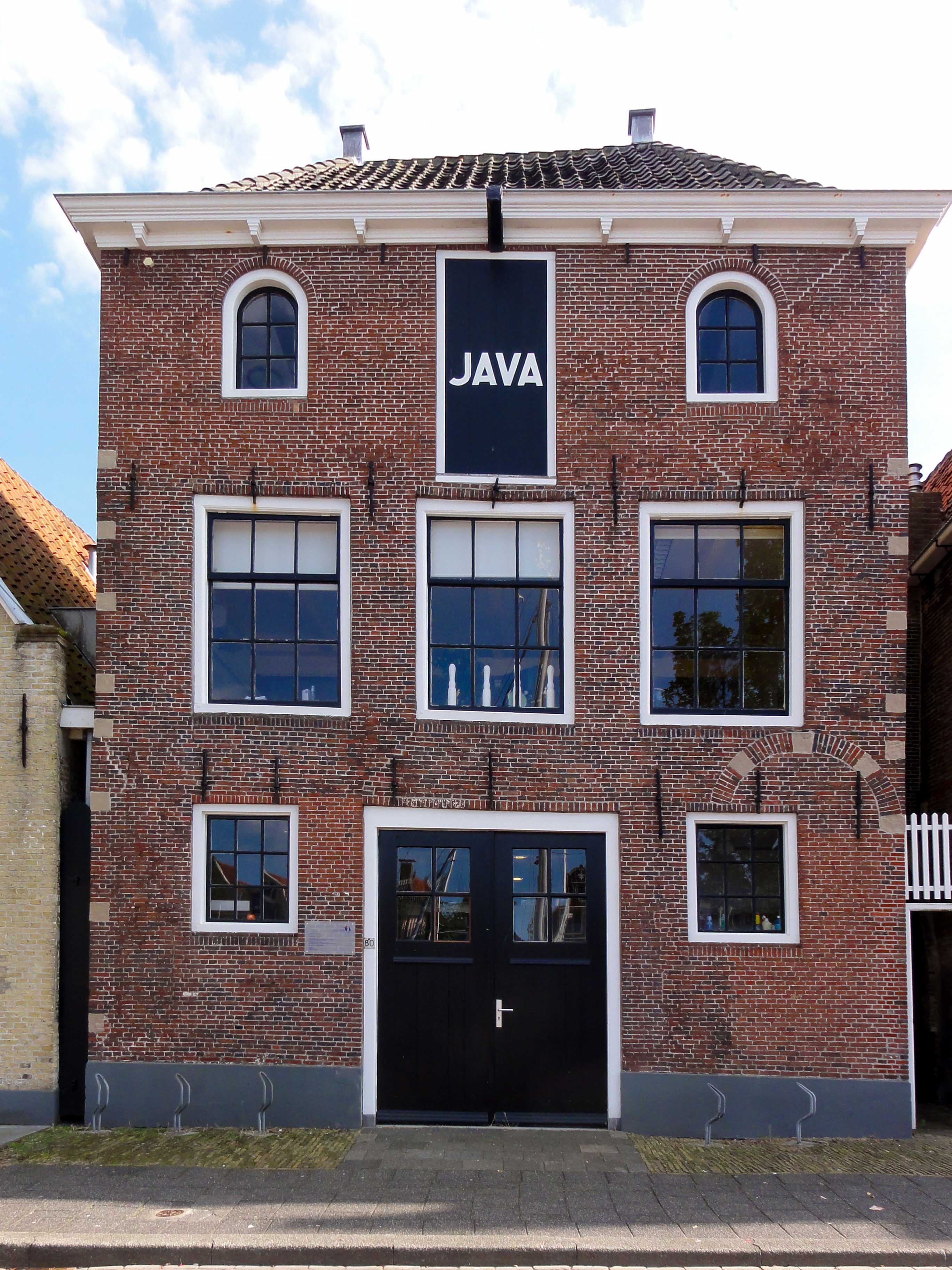
Java (Noorderhaven 80)
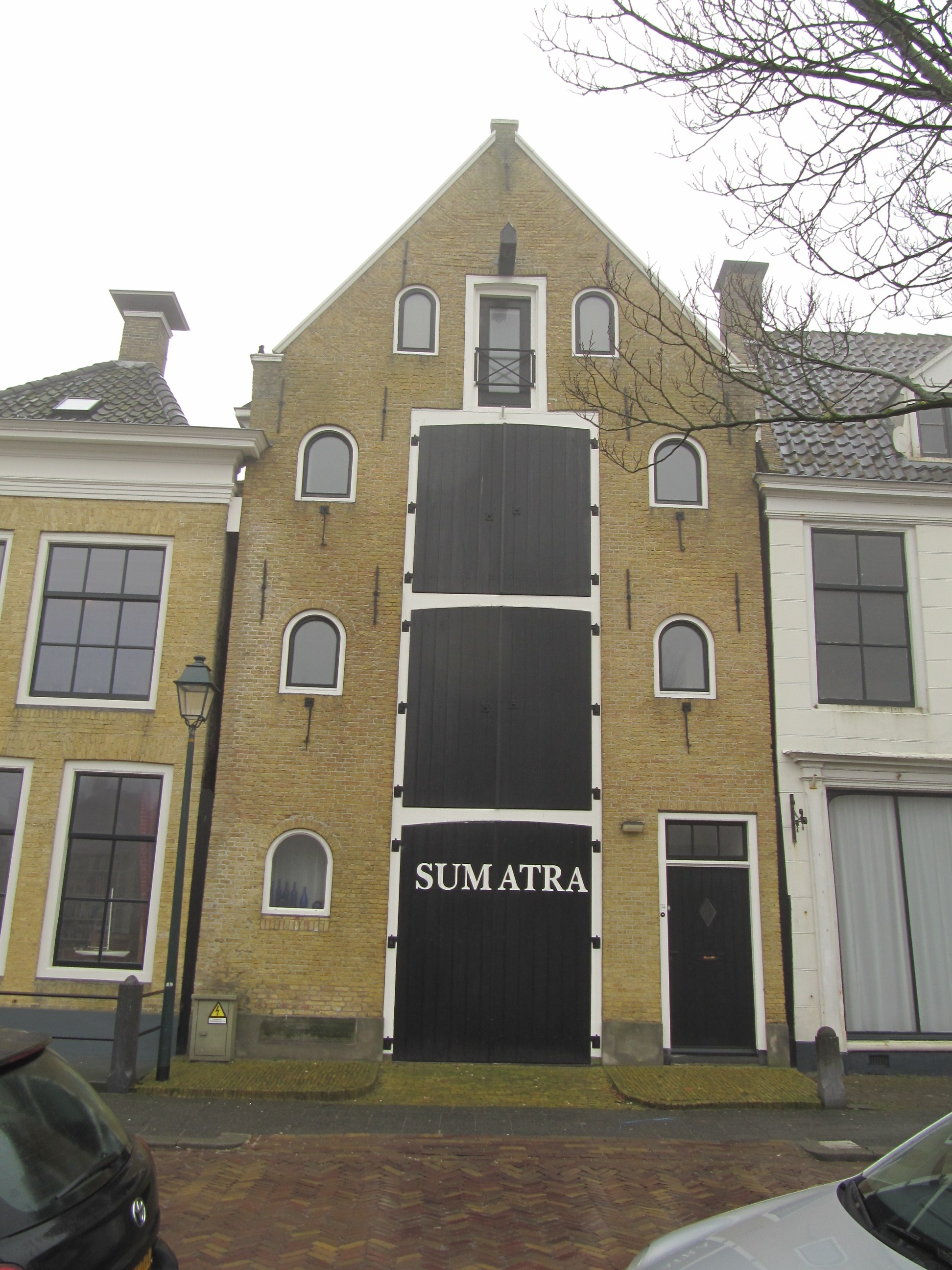
Sumatra (Noorderhaven 74)

### Overige panden

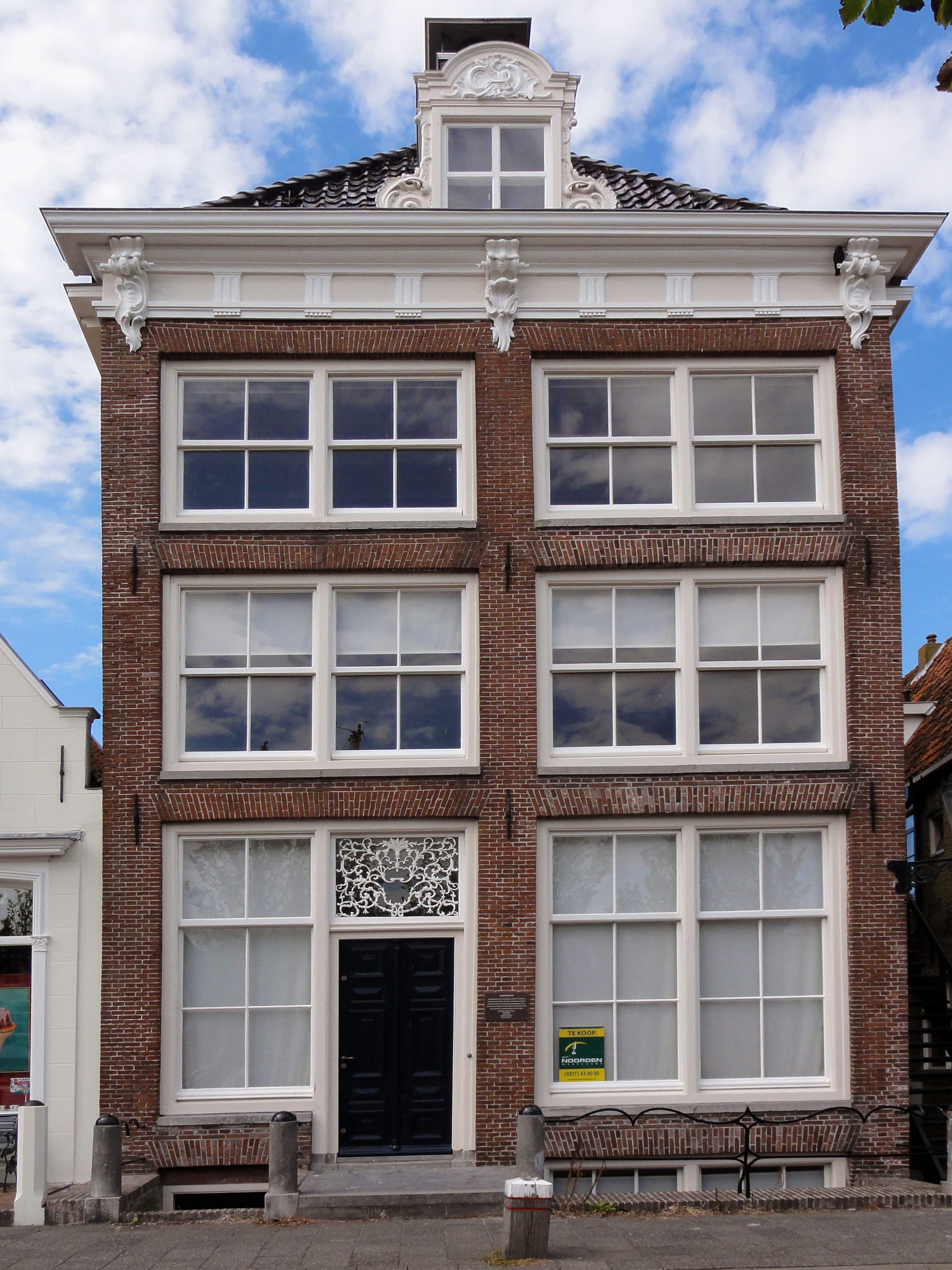
Grachtenwoning Noorderhaven 29
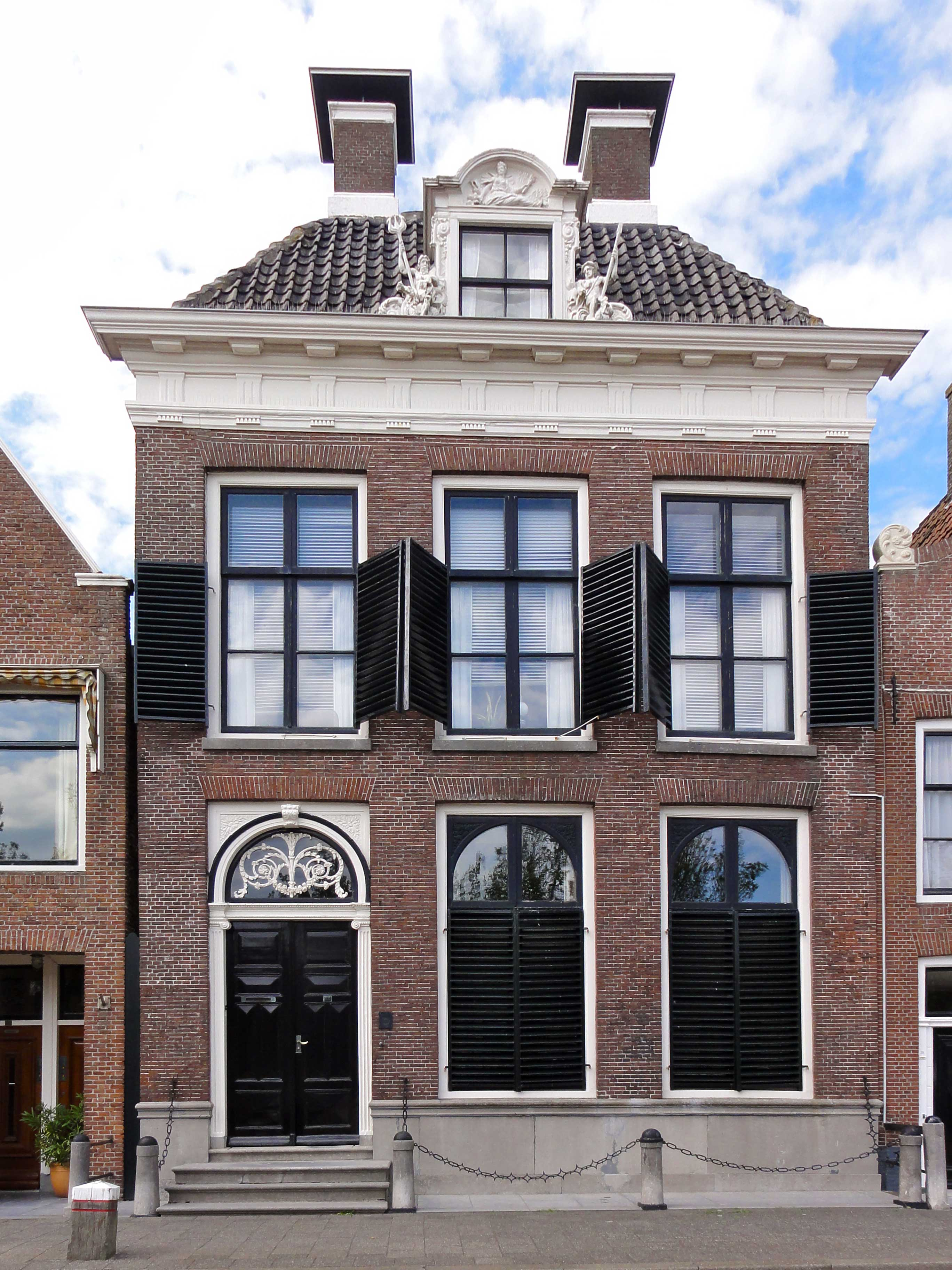
Grachtenwoning Noorderhaven 33
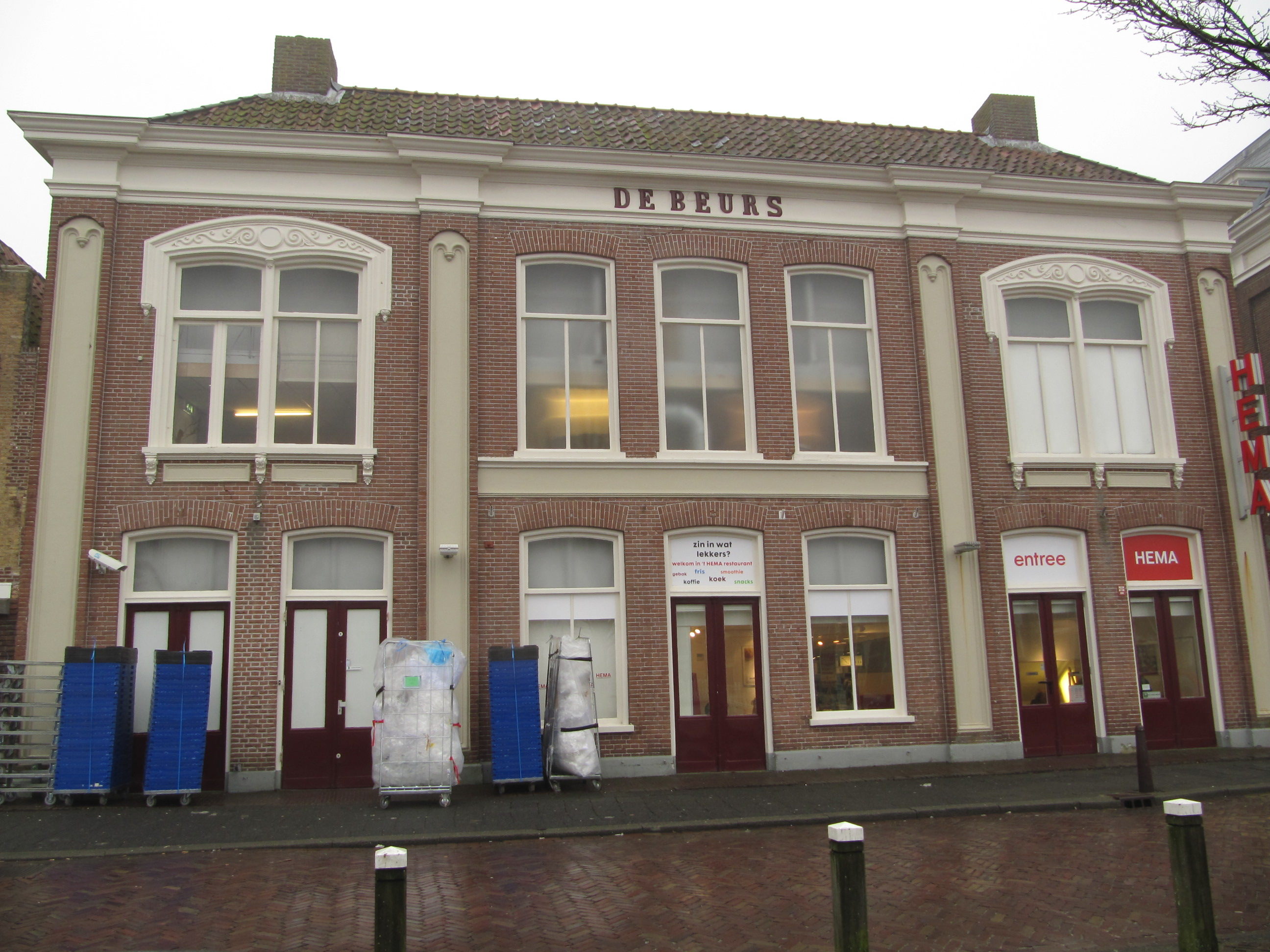
De Beurs (Noorderhaven 88)